# Северное (озеро, Эвенкийский район)
Се́верное — проточное озеро за Полярным кругом в России, располагается на территории Эвенкийского района Красноярского края. С площадью водной поверхности в 61 км², занимает 36-е место среди озёр Красноярского края и 198-е место среди озёр России. Относится к бассейну реки Нижняя Тунгуска.
Озеро Северное представляет собой узкий и длинный водоём изогнутой формы, находящийся на высоте 201 м над уровнем моря в глубокой ледниково-тектонической котловине юго-западных отрогов плато Путорана. Длина озера — 56 км и максимальная ширина — 3 км. Площадь водосборного бассейна — 4060 км². На юго-востоке сообщается с озером Агата (Нижнее) через протоку Орон. С западной стороны из озера вытекает река Северная.
Богато рыбой, водятся: налим, кунджа, голец арктический, хариус, пыжьян, валёк, щука, окунь, язь, плотва.
Населённых пунктов в районе озера нет. Озеро посещается только немногочисленными туристами.
Код объекта в государственном водном реестре — 17010700411116100002540.